# Japanese Journal of Ophthalmology
Japanese Journal of Ophthalmology (skrót: JJO, Jpn J Ophthalmol) – japońskie, naukowe czasopismo okulistyczne wydawane od 1957. Anglojęzyczny organ Japońskiego Towarzystwa Okulistycznego przeznaczony dla środowiska międzynarodowego. Dwumiesięcznik.
Ukazują się tu prace (artykuły oryginalne, szybkie komunikaty oraz listy) dotyczące wszystkich obszarów okulistyki w zakresie zarówno badań podstawowych, jak i klinicznych. Wydawcą jest niemiecki koncern wydawniczy Springer. Redaktorem naczelnym czasopisma jest Mitsuru Sawa (ur. 1948). „Japanese Journal of Ophthalmology" jest jednym z dwóch periodyków Japońskiego Towarzystwa Okulistycznego. Drugim jest miesięcznik „Journal of Japanese Ophthalmological Society" (Nippon Ganka Gakkai Zasshi) ukazujący się po japońsku i będący podstawowym miejscem publikacji prac japońskich specjalistów zajmujących się badaniami z obszaru okulistyki. 
Pismo ma wskaźnik cytowań (impact factor) wynoszący 1,775 (2017). W międzynarodowym rankingu SCImago Journal Rank (SJR) mierzącym wpływ i znaczenie poszczególnych czasopism naukowych „Japanese Journal of Ophthalmology" zostało sklasyfikowane w 2017 na 25. miejscu wśród czasopism okulistycznych. W polskich wykazach czasopism punktowanych przez Ministerstwo Nauki i Szkolnictwa Wyższego czasopismo otrzymało kolejno: 20-25 punktów (2013-2016) oraz 100 pkt (2019).
Czasopismo jest indeksowane m.in. w: Science Citation Index, Journal Citation Reports/Science Edition, Medline, EMBASE, Chemical Abstracts Service (CAS), CAB Abstracts, Current Abstracts, Current Contents/Clinical Medicine, EBSCO Academic Search, OCLC WorldCat Discovery Service, CNKI (China National Knowledge Infrastructure), Google Scholar, ProQuest oraz w Scopusie.